# Азов, Андрей Вадимович
Андрей Вадимович Азов (род. 24 июля 1955, Ярославль) — российский философ, историк культуры, доктор философских наук (1999), профессор (2001).

## Биография
Отец — ярославский архитектор Вадим Петрович Азов (1922—2001).
В 1977 году окончил исторический факультет Ярославского государственного университета. В 1977—1986 годах преподавал в Ярославском химико-механическом техникуме. В 1986 году защитил кандидатскую диссертацию по отечественной истории («Русская периодическая печать конца 1850—1880 гг. о проблемах освоения Приамурья»). С 1986 года преподавал историю в ЯГПИ им. К. Д. Ушинского. Был членом КПСС (1990 — август 1991).
С 1990 г. — доцент кафедры культурологии ЯГПУ им. К. Д. Ушинского. Окончил Открытый университет Израиля в Тель-Авиве (1996). В 1999 году защитил докторскую диссертацию по специальности «философская антропология и философия культуры» («Духовное самоопределение творческой личности в трагической ситуации: русская эмиграция „первой волны“»). Заведовал кафедрой философии ЯГПУ. Руководит ярославским городским отделением Всероссийского общества охраны памятников истории и культуры.

## Научная деятельность
Область научных интересов: историческая социология, философская антропология, феноменология мистицизма. Изучал ментальность диаспор, сферу маргинального искусства.
Член Российского общества интеллектуальной истории, международной академической организации в области иудаики «Сэфер», Международного общества психопатологической экспрессии («SIPE»).
Бронзовая медаль ВДНХ СССР (1984).

## Основные работы
- Проблема теоретического моделирования самосознания художника в изгнании: русская эмиграция первой волны. Изд-во Ярославского пед. ун-та, 1997.
- Сравнительная культурология. Ярославль, 2001.
- Проблема нового интегративного знания // Философия и/или новое интегративное знание — 1: сборник материалов Всероссийской научной конференции / под ред. А. В. Азова. — Ярославль : Изд-во ЯГПУ, 2009. -С. 8-17.
- Проблема космогенеза в иудаизме и современной физике: обзор концепций // Философия и/или новое интегративное знание — 2: сборник материалов Всероссийской научной конференции / под ред. А. В. Азова. — Ярославль : Изд-во ЯГПУ, 2011. — С. 10-19.
- Холистический проект в современном мире: уроки М. Хайдеггера // Философия и/или новое интегративное знание — 3: сборник материалов Всероссийской научной конференции / под ред. А. В. Азова. — Ярославль : Изд-во ЯГПУ, 2013. — С. 5-10.